# Andrew Volstead
Andrew John Volstead (Kenyon, 1859. október 31. – Granite Falls, 1947. január 20.) amerikai republikánus politikus, az 1920-as és 1930-as évek amerikai szesztilalmát bevezető ún. Volstead-törvény megalkotója.

## Származása
Szülei Norvégiából vándoroltak ki az Egyesült Államokba, Minnesotába. Édesapját eredetileg Jon Einertson Vrålstadnak hívták, Amerikában John Vrolstadra változtatta nevét. Fia vette fel aztán a Volstead nevet. Édesanyja is norvég származású volt, Dorothea Mathea Lillo. Volstead távoli rokona Szonja norvég királyné, V. Harald norvég király felesége.[forrás?]
Tanulmányait a norvég kivándorlók által alapított minnesotai Szent Olaf Kollégiumban végezte. 1900 és 1902 között Granite Falls városka polgármestere volt.

## Kongresszusi karrierje
Volstead vallásos neveltetésű családból származott, ahol megvetették az alkohol fogyasztását. A prohibiciós törvény elfogadtatása érdekében összeállt Wayne Wheeler lobbizóval és amerikai protestáns egyházakkal, többek közt metodisták és baptistákkal, akik kampányoltak a törvény bevezetése mellett, hogy egy erkölcsös, meghasonlásoktól mentes társadalmat építhessenek ki Amerikában. Az erkölcsi megújuláson túl Volstead és támogatói gazdasági előnyeit is hangsúlyozták egy ilyen törvénynek, mondván, az amerikai dolgozók munkatempója sokkal jobb, ha nem isznak, illetve egészségügyi szempontból is igen károsak az alkoholfogyasztás hatásai.
A törvényt a Fehér Ház 1919-re elfogadta, de az egész ország területén csak 1920-ban lépett általánosan hatályba. A törvény értelmében a boltok nem árusíthattak több alkoholt, a kocsmáknak, bároknak és szórakozóhelyeknek is meg kellett válniuk alkoholkészleteiktől. Volstead és támogatói szinte szent meggyőződéssel voltak afelől, hogy a törvényt sikerül betartatni valamennyi állampolgárral, ám az alkoholfogyasztás egyáltalán nem csökkent. Már a törvény bevezetése előtt és azt követően is óriási tömegtüntetések vették kezdetüket országszerte. Többen már ekkor hozzáfogtak az alkohollal való üzérkedéshez, titkos lepárlókat és raktárhelyeket építettek és szervezték a piacot. Az országban már azelőtt is szervezett bűnbandák és maffiahálózatok működtek, amelyek megkezdték egy illegális alkoholkereskedelmen alapuló bűnbirodalom kiépítését. Ennek tetejében az új bandák is könnyen meg tudtak szerveződni (mint az Al Capone-féle maffiahálózat Chicagóban), mivel a szesztilalom könnyű bevételi forrást jelentett, széles körű és biztos felvevőpiaccal minden társadalmi rétegből.
Volstead törvénye a legkevésbé sem volt népszerű a lakosság körében, annak ellenére sem, hogy részleges engedményt tettek a törvény támogatói (a fogyasztást nem gátolták minden esetben, inkább az előállítást és a terjesztést, illetve a szállítást). Az eléggé szabados amerikai társadalom pedig egyáltalán nem volt hajlandó elszokni az italok fogyasztásától. A politikusok jelentékeny része sem értett egyet a törvénnyel és megnőtt az állami szintű korrupció is, mivel egyes politikusokat a szeszcsempészek támogattak.
Az alkoholt forgalmazó bűnbandák versengtek a piac felosztásáért és véres háborúkat vívtak a nagyobb városokban (Chicago, New York). Bár a hatóság igyekezett fellépni a törvény mellett, de sok rendőr és karhatalmi vezető éppúgy ellenszenvesen viszonyult a Volstead-törvényhez, s körükben is burjánzott a korrupció. Az 1920-as évek végétől mindjobban megerősödtek a szesztilalom-ellenes erők és 1932-ben elérték a Volstead-törvény megsemmisítését, amely véget vetett az illegális szeszforgalmazásnak is.

## A szesztilalom után
Volstead a szesztilalom betartatása érdekében folytatott küzdelemben még tanácsadóként tevékenykedett Washingtonbanban. Miután a törvényt visszavonták, 1933-ban hazatért Minnesotába és Granite Fallsban jogászkodott egészen haláláig. Volstead ugyanabban az évben halt meg, mint Al Capone. Az egykori rettegett maffiavezér csupán öt nappal élte túl azt a politikust, akinek a gazdagságát ő és még sok másik bűnöző köszönheti.
Összességében a Volstead-törvény semmilyen pozitív hatást nem ért el az Egyesült Államokban a nemes szándék ellenére, sőt maximálisan kedvezett a bűnözői csoportok megerősödésének és kiterjedésének. A bűnszervezetek a szesztilalom után is stabilan tudtak állni még hosszú-hosszú ideig, mert a tilalom alatti években szerzett hatalmas mennyiségű javak erős alapot biztosítottak nekik, ezért más legális, vagy illegális területeken is befektethettek, akár a törvények kijátszásával, akár pedig épp a törvények nyújtotta széles körű lehetőségekkel. Nem is beszélve arról a rengeteg halálos áldozatról, akik a piacok felosztásáért folyt maffiaháborúkban vesztették életüket.